# Kramphults pörte

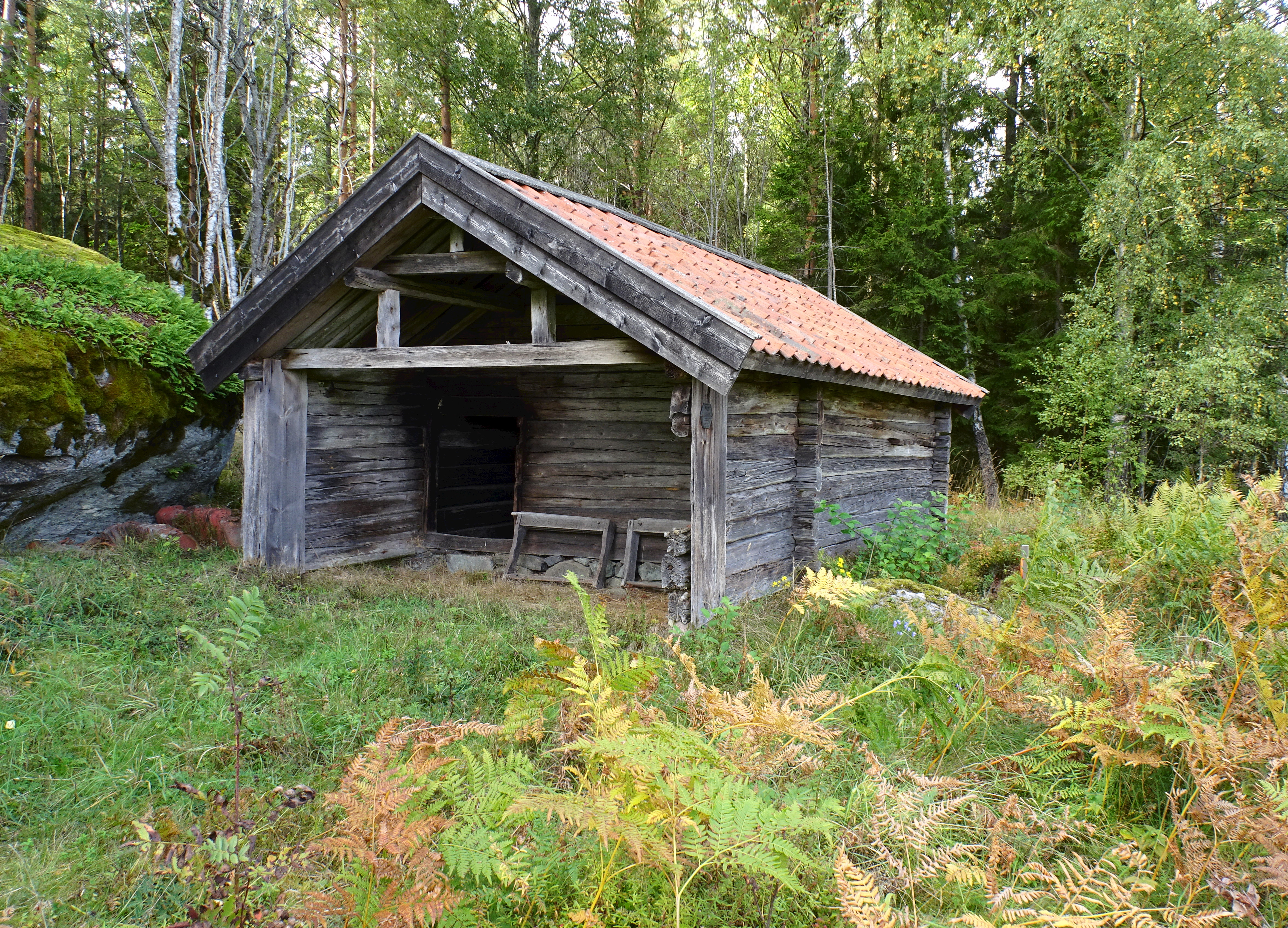
Kramphults pörte, 2017.

Kramphults pörte är en ålderdomlig lantbruksbyggnad belägen cirka sju kilometer nordväst om Stjärnhov i Gnesta kommun, Södermanlands län. Byggnaden står på sin ursprungliga plats och är en av de få bevarade av sin typ i länet. Kramphults pörte förklarades som lagskyddat byggnadsminne i september 1983.

## Beskrivning
Pörtet ligger under Herrökna säteri och har under äldre tider inte använts som bostad som de finska pörtena i exempelvis Finnskogarna, utan för rökning av fläsk och som linbastu, möjligtvis även som sädesria. Byggnaden, som kan datera sig från 1700-talet, placerades långt från bebyggelsen på grund av brandfaran. Huset är uppfört i omålat liggtimmer och består av ett enda ett rum med ingång från ena kortsidan som är någon meter indragen under taket. Det saknar fönster och skorsten, men har rökhål i andra kortsidan, rökugn av tegel och lave. Sadeltaket är tegeltäckt under vilket ett äldre torvtak samt åsar ligger kvar.

## Bilder

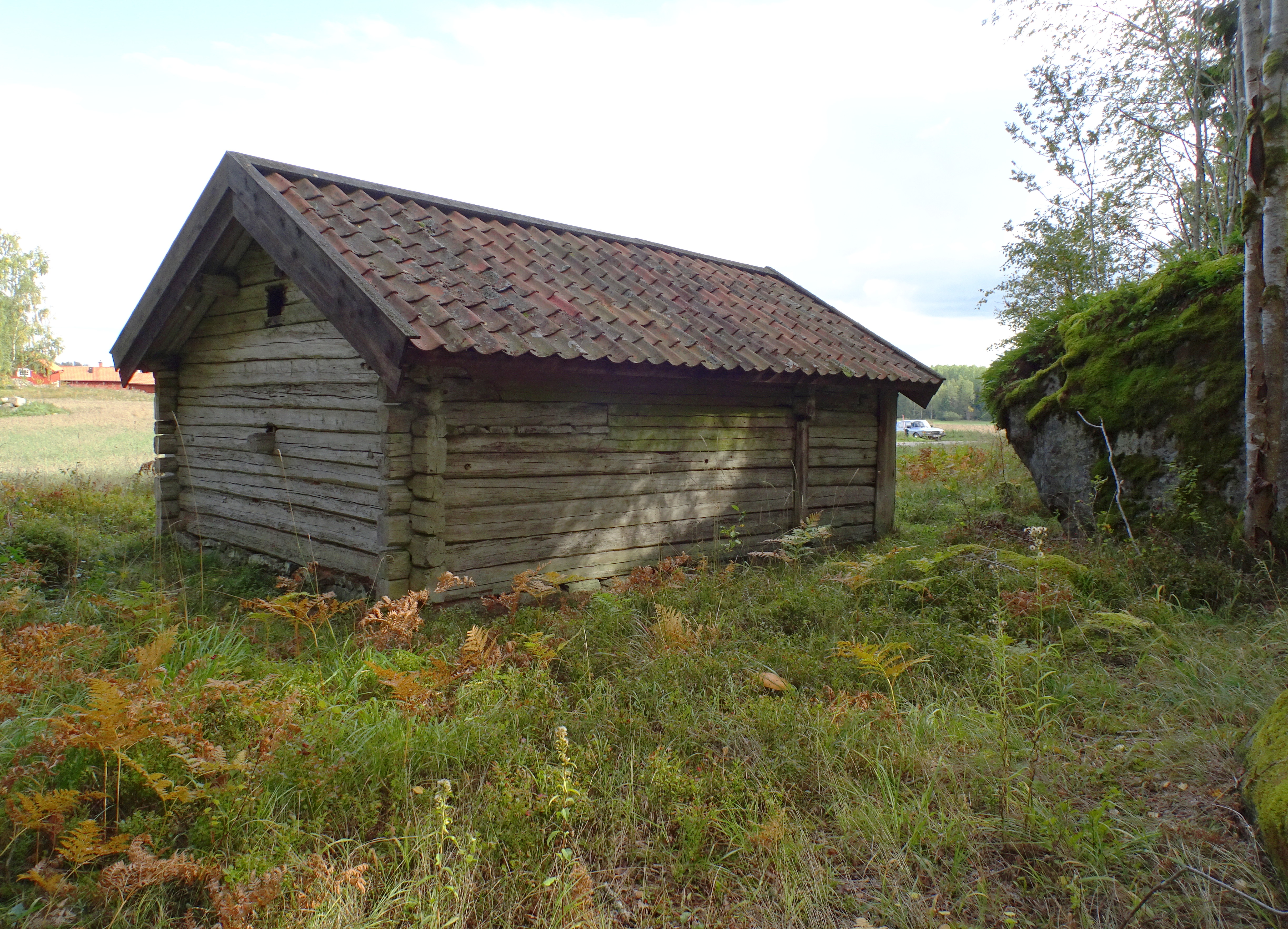
Kramphults pörte, i gavelspetsen syns rökhålet
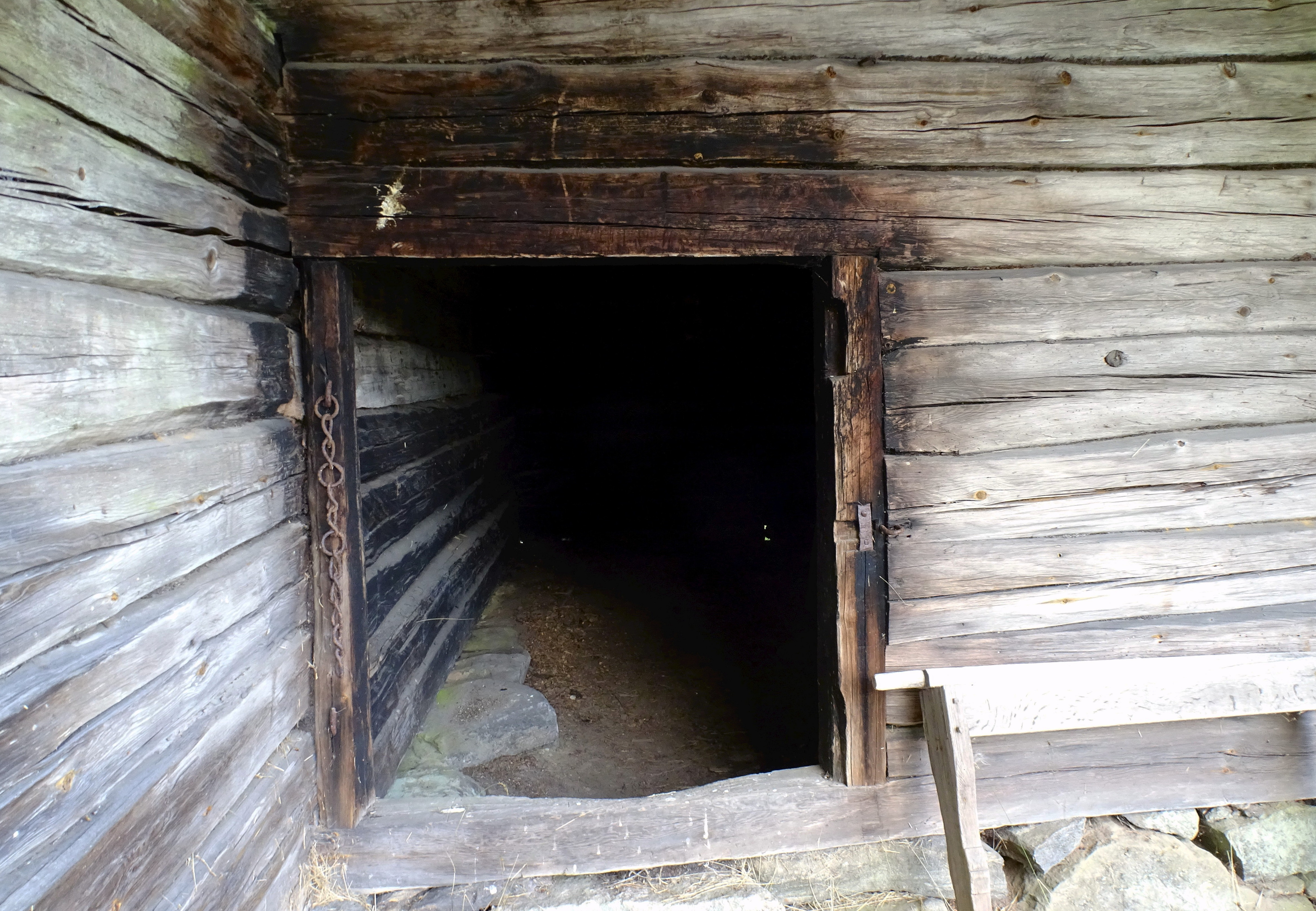
Entrén
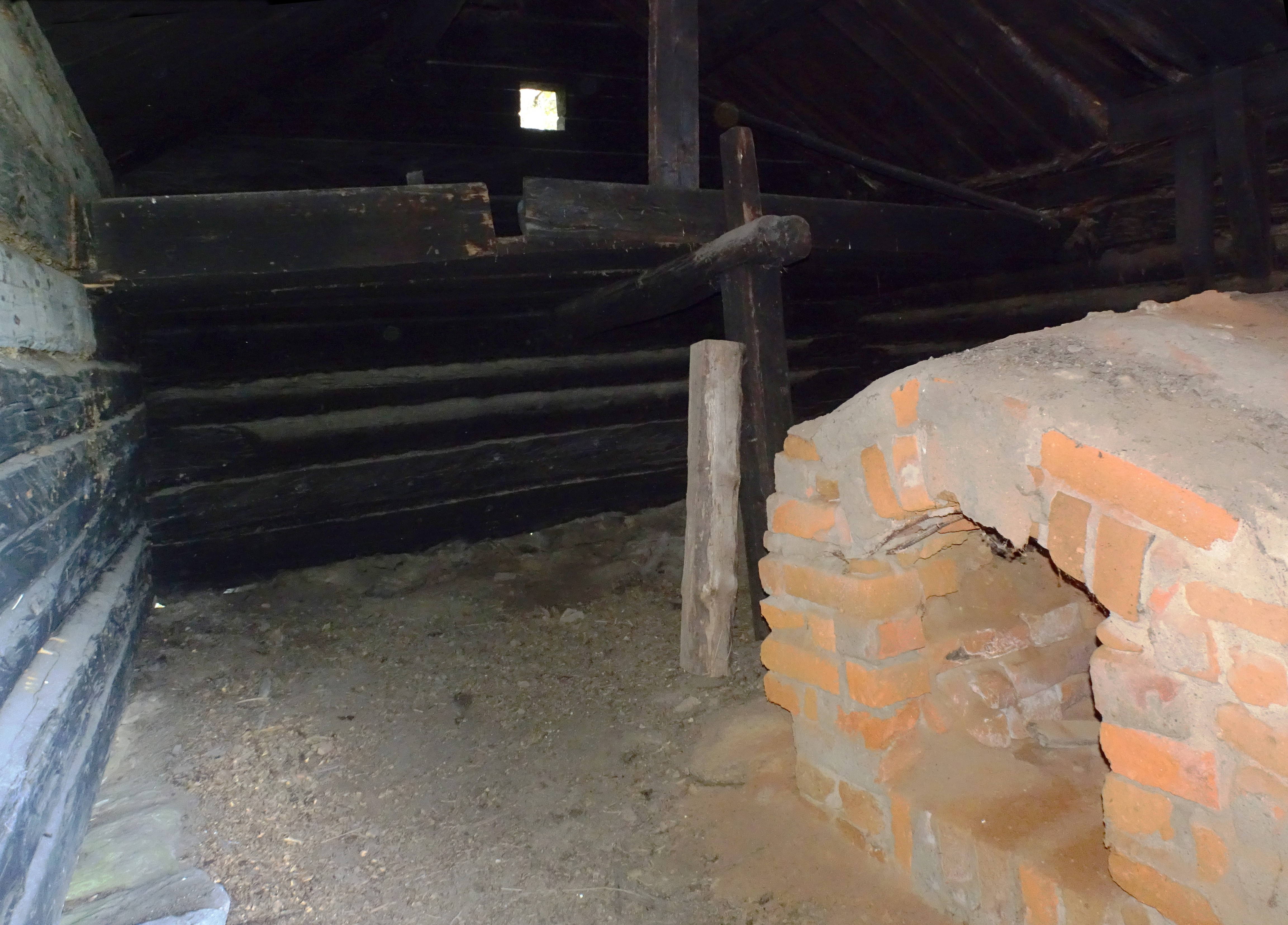
Interiör med rökugnen till höger
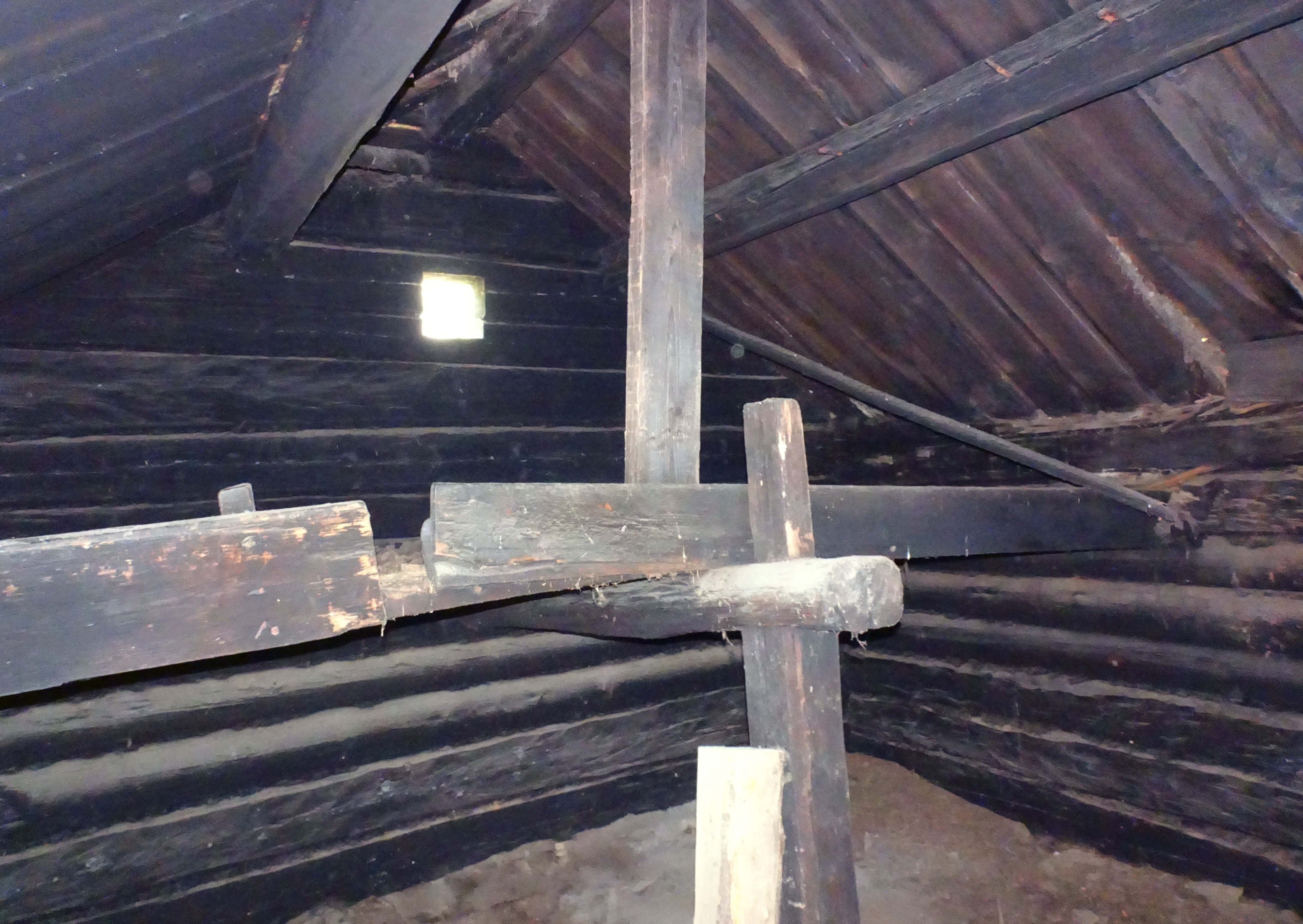
Lave och rökhål i gavelväggen

## Källa
- anläggningspresentation
- Informationstavla på platsen